# Desa Galis (administrativ by i Indonesien, lat -7,20, long 113,90)
Desa Galis är en administrativ by i Indonesien.   Den ligger i provinsen Jawa Timur, i den västra delen av landet, 800 km öster om huvudstaden Jakarta. Desa Galis ligger på ön Pulau Giligenting.